# Sechserträger

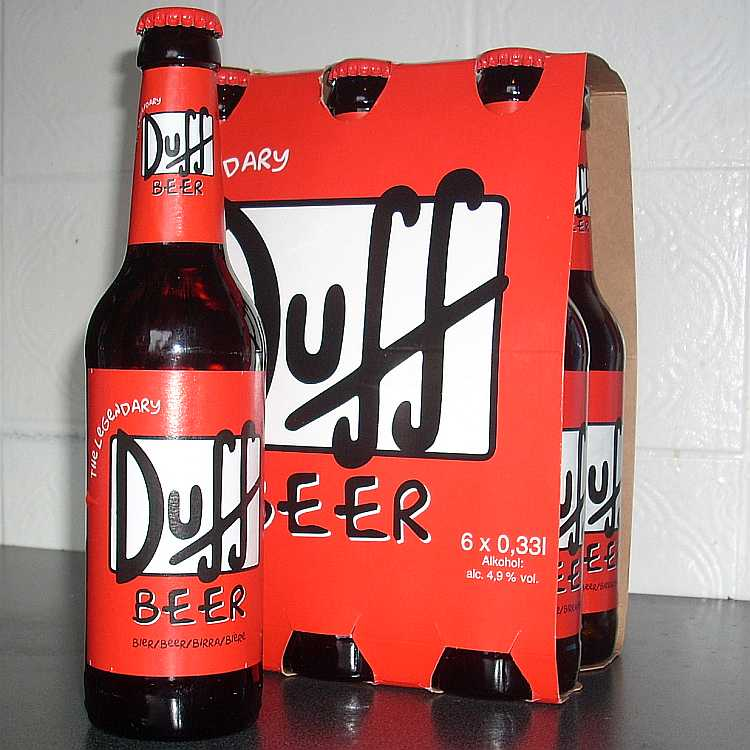
Sechserträger aus Pappe mit 0,33-l-Flaschen der Marke Duff

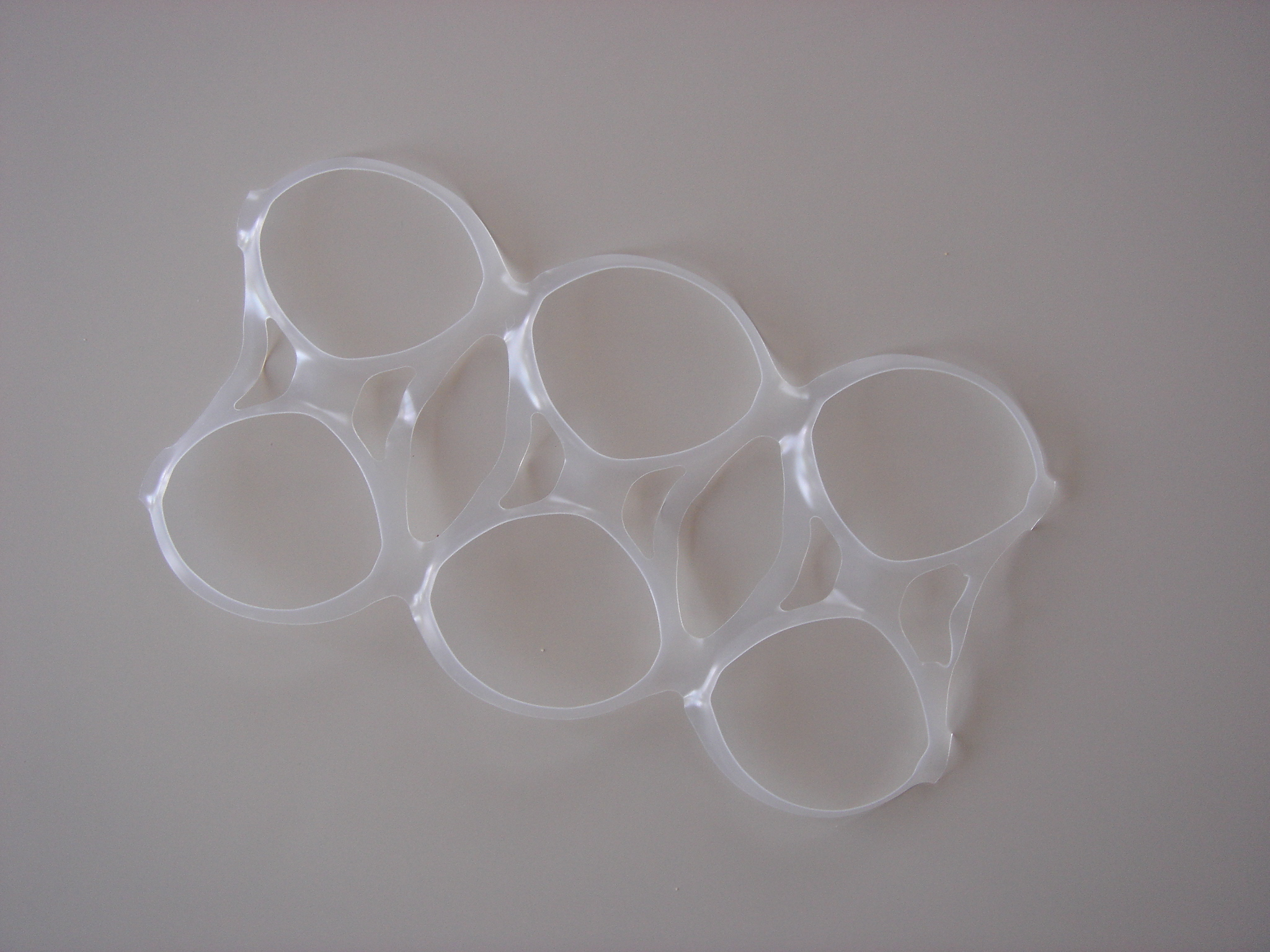
Variante aus Polyethylen

Sechserträger, Sixpack oder Sechsertragerl (Österr. ohne Vorarlberg) sind Bezeichnungen für Gebinde von sechs Getränkedosen oder -flaschen aus Pappe, Folie oder Polyethylen.
Umgangssprachlich wird der Sechserträger mit Bier auch als Krawallkoffer, Herrenhandtasche, Männerhandtasche, Randaliererpäckchen, Sechser Rundkolben oder Maurerradio bezeichnet.

## Beschreibung

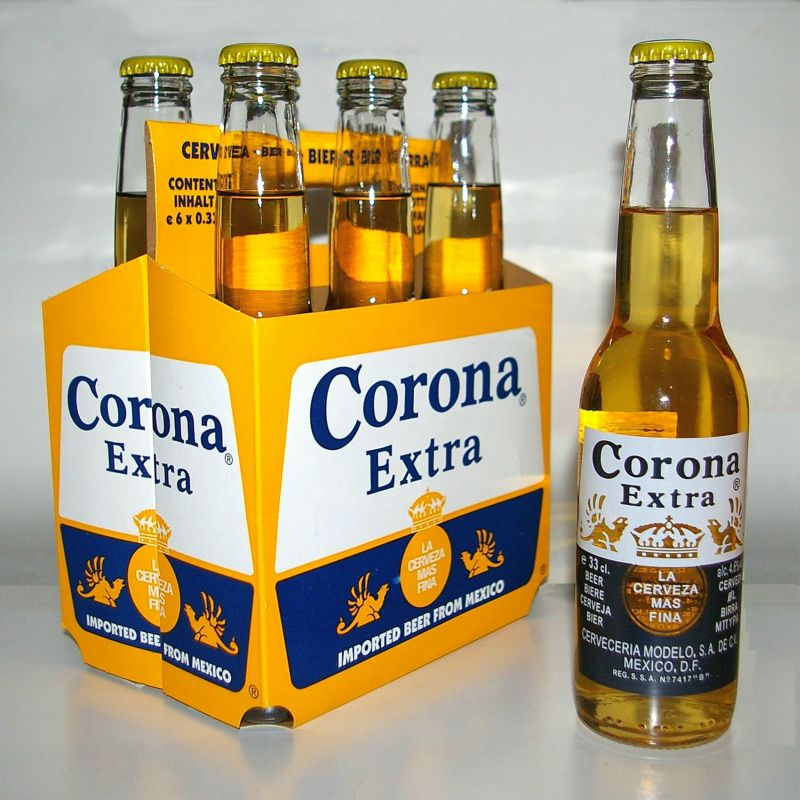
Halboffene Variante aus Pappe, hier gefüllt mit Corona-Bier

Die einzelnen Behälter sind zumeist zweireihig zu je drei Stück (2×3) angeordnet. Bei Glasflaschen kommt in Deutschland in der Regel die Form der Umhüllung aus Pappe zum Einsatz, zunehmend aber auch Schrumpffolie. Die Polyethylen-Verbindungsstücke sind die klassische Variante, wie sie vereinzelt auch heute noch, z. B. in den USA, für Dosen anzutreffen sind. Eine halboffene Variante aus Pappe, in der die Flaschen von oben entnommen werden können, ist ebenfalls verbreitet und ermöglicht die Wiederverwendung als Tragehilfe.

## Geschichte
Die Packungsform soll erstmals 1923 von Coca-Cola unter dem Marketing-Manager Robert W. Woodruff verwendet worden sein. In Deutschland wird die Brauerei Beck genannt, die ab 1968 die von Europa Carton entwickelte und noch heute gängige Kartonmanschette verwendete.

## Gefahren
Die Polyethylenringe von Sechserträgern können eine Gefahrenquelle für Tiere darstellen. Besonders Seevögel verfangen sich in den Kunststoffteilen und verenden durch Ersticken oder Verhungern. Nach entsprechenden Presseberichten in den späten 1980ern führten viele Staaten gesetzliche Regelungen ein, die eine bessere Abbaubarkeit des verwendeten Kunststoffs fordern.